# مزعل فرحان
مزعل بن فرحان بن عبد الله الدوسري (1960 -) مطرب شعبي سعودي.

## بداياته
بدأ نشاطه الفني في عام 1981 ميلادي، ببعض الإعمال الجميلة التي تغنى فيها في الجلسات الخاصة مثل { ياغزال الحور } و{ أهلاً هلا } و{ ياحسرتي } و{ بكتب رساله للغضي } و{ ياذا القمر } و{ يامرحبا } و{ أول أول } و{ ذي فرصتي } حيث ذاع صيته على مستوى المملكة العربية السعودية، اصدر أول ألبوم رسمي أواخر عام 1987 ميلادي بعنوان { ذاك أمس } حيث انطلق لشهره الخليجية وبعض الدول العربية وحقق مبيعات ضخمه ونجاح كبير جداً، تنوعت البومات الفنان مزعل فرحان في مسيرته الفنية بين البومات موسيقيه والبومات عود وإيقاع فقط ومع كل البوم يصدر يحقق نجاح وانتشار أوسع من الآخر حتى اصدر البوم { قصتي قصه } في عام 1990 ميلادي والذي استشهد فيه الموزع الوحيد في تلك الفترة عبد الملك قطب الذي قال إن الفنان مزعل فرحان أول فنان تتجاوز مبيعاته مبيعات فنان العرب محمد عبده.

## حياته
ترك الفنان مزعل فرحان مجموعه من الإعمال التي تعد أقوى وانجح إعمال الفن الشعبي بعد رحيل كثير من رواد هذا اللون مثل سلامة العبد الله وعيسى الأحسائي وفهد بن سعيد وبشير شنان. وتغنى بأعمال تحسب من نخبة مأقدم الفن الشعبي بعد ظهوره مثل { الالفيه } و{ المرثيات }.
الفنان مزعل فرحان يملك مدرسة فنيه فريدة مختلفة كلياً عن الجميع ومن بداية إنتاجه للألبومات الرسمية خرج كثير من الفنانين المقلدين له، توقف أكثرهم حيث لم يحظ إي منهم باهتمام جماهيري في وجود قاعدة جماهيره كبيره للفنان مزعل فرحان.

## بما عرف
عرف الفنان مزعل فرحان بالألحان الحزينة وعرف أيضا بأنه يقوم بتلحين أكثر أغانيه ويختار بعناية الكلمات ذات الطابع المؤثر والمؤلم والقصائد التي تحمل قصص اجتماعيه من واقع البيئة الخليجية.

## شهرته
الفنان مزعل فرحان يحظى بتجاهل إعلامي بشكل ملحوظ رغم الجماهيرية الواسعة التي يملكها، حتى إن الإعلام لم يحفظ له حقوقه وترك كثير من الفنانين تقوم بسرقة الحانة وتشتهر على حساب مجهوده الشخصي، إلى إن في السنوات الأخيرة قام الإعلام القطري بكسر حاجز التعتيم الإعلامي حول الفنان مزعل فرحان وقام باستضافته في مهرجان سوق واقف برعاية إذاعة وتلفزيون صوت الريان لسنوات متتالية وشهدت حفلات الفنان مزعل فرحان حضور جماهيري كبير جداً.

## مكان الإقامة
يسكن الفنان مزعل فرحان في المملكة العربية السعودية، بمدينة الرياض ويعتمد في توزيع ألبوماته على عدة شركات منها التوكيلات التي أنتجت له معظم ألبوماته.

## لقبه
لقب الفنان مزعل فرحان بفنان المرثيات وموسيقار الإحزان والناي الحزين وكثير من الألقاب التي أطلقها عليه الجمهور إلى إن الفنان مزعل فرحان لم يعتمد لقب رسمي من الألقاب التي أطلقها عليه الجمهور.

## أخرى
ولمزعل فرحان على الشبكة العنكبوتيه موقع واحد فقط الموقع الرسمي وهو تحت رعاية أبوسعود وقد صرح أكثر من مره الفنان مزعل فرحان برساله صوتية بانه ليس له أي علاقه باي موقع اخر سوى موقعه الرسمي برعايه أبوسعود
اجرى الفنان مزعل فرحان لقاء عبر مجلة قطوف بعددها الصادر شهر يناير 2011 حيث تحدث عن موقعه الرسمي وأثناء على اداره الموقع بقياده
أبوسعود وباقي الطاقم نجم ويتيم الشوق وكلـ حزن ــي في مجلة قطوف